# Sainte-Foy (Landy)
Sainte-Foy – miejscowość i gmina we Francji, w regionie Nowa Akwitania, w departamencie Landy.
Według danych na rok 1990 gminę zamieszkiwało 131 osób, a gęstość zaludnienia wynosiła 14 osób/km² (wśród 2290 gmin Akwitanii Sainte-Foy plasuje się na 1045. miejscu pod względem liczby ludności, natomiast pod względem powierzchni na miejscu 1109.).